# Привиди вілли Діодаті
«Привиди вілли Діодаті» (англ. The Haunting of Villa Diodati) — восьмий епізод дванадцятого сезону поновленого британського науково-фантастичного телесеріалу «Доктор Хто». Дебютував у ефірі телеканалу BBC One 16 лютого 2020 року. Максін Олдертон написала сценарій, а Емма Салліван виступила режисеркою.
Епізод демонструє тринадцяте втілення іншопланетного мандрівника у часі на ім'я Доктор (у виконанні Джоді Віттакер) та її супутників, що подорожують з нею — Грема О'Браяна (грає Бредлі Велш), Раяна Сінклейра (грає Тосін Кол) та Ясмін Кхан (грає Мендіп Ґілл). Події історії відбуваються 1816 року у віллі Діодаті, тієї самої ночі, коли письменниця Мері Шеллі (грає Лілі Міллер) придумала образ Франкенштейна. В епізоді повертаються кіберлюди, що востаннє фігурували у «Падінні Доктора» — фінальному епізоді десятого сезону серіалу.
Епізод переглянули 5,07 мільйонів глядачів (по всіх британських телеканалах) та отримав позитивні відгуки критиків.

## Сюжет
Доктор, Грем, Раян та Яс прибувають до Женевського озера 1816 року, щоб поглянути на історію створення Франкенштейна, хоча Доктор застерігає інших не втручатися і не говорити про Франкенштейна раніше, ніж потрібно. Група приходить у віллу Діодаті, де зустрічають Мері Шеллі (авторку Франкенштейна), її чоловіка Персі Біші Шеллі та її немовля Вільяма, а також доктора Джона Полідорі, Клер Клермонт і Лорда Байрона. Через негоду надворі останній пропонує кожному написати історію про привида, щоб налякати інших.
Невдовзі Персі зникає, залишивши на стінах своєї кімнати дивні символи і написи, а у віллі починають відбуватися дивні події, наприклад перестановка її планування. Байрон припускає, що це привид, який переслідує віллу, натомість Доктор підозрює, що відбувається дещо інше, події, що є частиною охоронної системи, щоб завадити знайти щось. Через вікно група бачить дивний людський образ, що мерехтить. Доктор ідентифікує його як істоту, яка переміщується у часі. Потрапивши всередину вілли істота перетворюється на напівпошкоджену, ніби недороблену кіберлюдину.
Грем, Раян і Ясмін нагадують попередження Джека Гаркнесса про Самотню кіберлюдину і те, що йому не треба давати, чого він хоче. Супутники хочуть допомогти Докторові, але вона сердито наказує їм не йти за нею, а краще захищати Мері та інших, перш ніж вирушати вперед протистояти кіберлюдині. Кіберлюдина на ім'я Ашед був відправлений у часі назад, щоб віднайти так званий Кіберіум, рідкий метал, що містить колективні знання кіберлюдей. Ашед відслідкував його до вілли, але з моменту втрати сили. Коли Доктор намагається виманити Ашада далеко від вілли, його вражає блискавка, підзаряджаючи його серцевину живлення, і він готується знову атакувати віллу.
Доктор біжить, щоб попередити інших про небезпеку, але натомість виявляє Персі, що ховається у підвалі. Саме він володіє Кіберіумом, знайшовши його за кілька днів до цього, і Кіберіум створив усі надприродні події, щоб запобігти знаходженню. Вона приносить Персі до Ашеда і, щоб уникнути його вбивства Ашедом, обманює Кіберіум покинути тіло Персі і ввійти в неї. Ашед погрожує знищити планету, змусивши Доктора повернути його назад, попри попередження Гаркнесса.
Доктор і її супутники йдуть до TARDIS і вирішують слідувати за Ашедом у майбутнє, використовуючи координати, записані Персі. Після їхнього відходу Мері розказує оточуючим, що її надихнула поява Ашеда, «цього Сучасного Прометея», тому вона прагне написати історію, спираючись на зустріч з ним.

## Виробництво

### Написання сценарію
Сценарій до «Привидів вілли Діодаті» написала Максін Олдертон. Кріс Чібнолл назвав її так: «абсолютно правдиві Мері Шеллі та Байрон... не шахрайка, вона дійсно експерт з цього». Значна частина епізоду відведена для того, щоб показати правду про Шеллі, Байрона й інших, зокрема те, що літо під час перебування у віллі було таким похмурим через виверження вулкану Тамбора у 1815, що призвело до так званого «Року без літа».

### Кастинг
Максім Болдрі з'явився в епізоді в ролі доктора Джона Полідорі. Джейкоб Коллінс-Леві зобразив Лорда Байрона. Кіберлюди, анонсовані до появи у дванадцятому сезоні, вперше з'явилися саме тут.

### Знімання
Режисеркою епізодів «Ви мене чуєте?» та «Привиди вілли Діодаті» (четвертого виробничого блоку сезону) виступила Емма Салліван.

## Трансляція епізоду та відгуки

### Реліз
Прем'єра епізоду відбулася 16 лютого 2020 року на британському телеканалі BBC One у 19:10 (за тамтешнім часом).

### Рейтинги
Епізод загалом переглянуло 3,86 мільйони глядачів, що зробило його сьомою за кількістю переглядів програмою у Великій Британії того дня. Цей епізод отримав кількість 5,07 мільйонів глядачів по всіх каналах країни та був 31-ю програмою тижня з найбільшими перегядами.

### Сприйняття
За даними агрегатора Rotten Tomatoes «Привиди вілли Діодаті» отримали 100% у рейтингу схвалення з середнім балом 8/10 на основі 14 критичних відгуків. Консенсус вебсайту описав епізод так: «правильна історія про привидів, яка досягає ідеального балансу між жахами та [справжньою] історією».

## Цікаві факти
- При першій зустрічі з жителями вілли Діодаті Доктор прагне показати їм психічний папір, проте він не працює, бо намочився під час дощу. Раніше ця проблема була висвітлена у романі «Вологий світ».
- В епізоді Грем шукає туалет, проте дізнається, що вони трохи раніше в історії людства, де це благо цивілізації ще не доступне.
- Доктор каже своїм супутникам триматися подалі від кіберлюдей, щоб не стати одними з них. Це відсилання на Білл Потс, колишню супутниця Дванадцятого Доктора, що зазнала кіберперетворення під час подій епізоду «Будьте вічні наші життя».
- Мері Шеллі раніше уже фігурувала у творах Хтосесвіту. Письменниця виступила тимчасовою супутницею Восьмого Доктора у серії аудіоп'єс від Big Finish Productions. У одній з них («Срібний тюрк» 2011 року) Доктор і вона зустрічають пошкоджену кіберлюдину, що надихає її написати «Франкенштейна, або Сучасного Прометея».[16]
- Лорд Байрон, відомий своєю розпусністю, є біологічним батьком Ади Лавлейс, яку Доктор зустріла у 1834 році (Spyfall, епізод цього ж сезону).[17]